# Roșiori, Mehedinți
Roșiori este un sat în comuna Vânători din județul Mehedinți, Oltenia, România. Acest sat s-a format cand soldatii rosiori s-au asezat cu corturile in acea zona impreuna cu soldatii vânatori si ca sa nu se amestece erau doua tabere lipite delimitate de un singur stalp in dreptul caruia este astazi o pancarta cu delimitarea satelor. Soldatii pentru ca au stat mult in acea zona s-au indragostit de femeile ce erau in satele vecine si deoarece dragostea lor era mare au ales sa se stabileasca in acea zona construind case mai apoi. In prezent este o singura primarie in Vanatori si scoala din Rosiori s-a desfiintat, copiii si invatatorii fiind mutati la cea din Vanatori, urmand ca mai apoi acest sat sa fie lipit cu totul de comuna Vanatori.